# Château de Hedingham
Le château de Hedingham est une motte castrale normande du comté d'Essex, munie d'un donjon en pierre. Il fut, quatre siècles durant, le château familial des comtes d'Oxford, les de Vere.

## Architecture
La seigneurie d’Hedingham fut octroyée par Guillaume le Conquérant à Albéric de Vere avant 1086. Le château a été construit par les de Vere entre la fin du XIe siècle et le début du XIIe siècle, et son donjon dans les années 1130-40. Pour aménager le château, on creusa un grand fossé à l'ouest vers la vallée de la Colne pour former une enceinte circulaire et délimiter une lice ; une basse-cour extérieure s'étendait plus au sud en direction de la vallée, et a formé le noyau primitif de l'actuel village de Castle Hedingham. Le donjon de pierre est dans un excellent état de conservation et il est ouvert au public,.
Le donjon est à plan carré (16 × 18 m), et haut de 21 m, avec des tourelles qui surplombent les parapets de 4,5 × 7,5 m,. Depuis la colline qu'il couronne, il domine la campagne environnante. Ses murailles sont épaisses de 3,40 m à la base avec une épaisseur moyenne de 3 m en partie supérieure. L'appareillage est fait de moellons de silex liés avec du mortier de chaux mais les parements, fait peu ordinaire pour une fortification du comté d'Essex, sont faits de parpaings, extraits de la carrière de Barnack, dans le Northamptonshire.
Le donjon comporte quatre étages, parmi lesquels celui de la grande salle de banquet, avec son arc central sur deux niveaux et sa cheminée. Le dernier étage est certainement un ajout du XVe siècle, qui aurait pris la place d'une énorme échauguette pyramidale ; ce n'est là toutefois qu'une hypothèse, et plusieurs sources anciennes  signalent la similitude architecturale entre ce château et celui de Rochester, dont la construction remonte à 1126, et qui comporte lui aussi quatre étages.

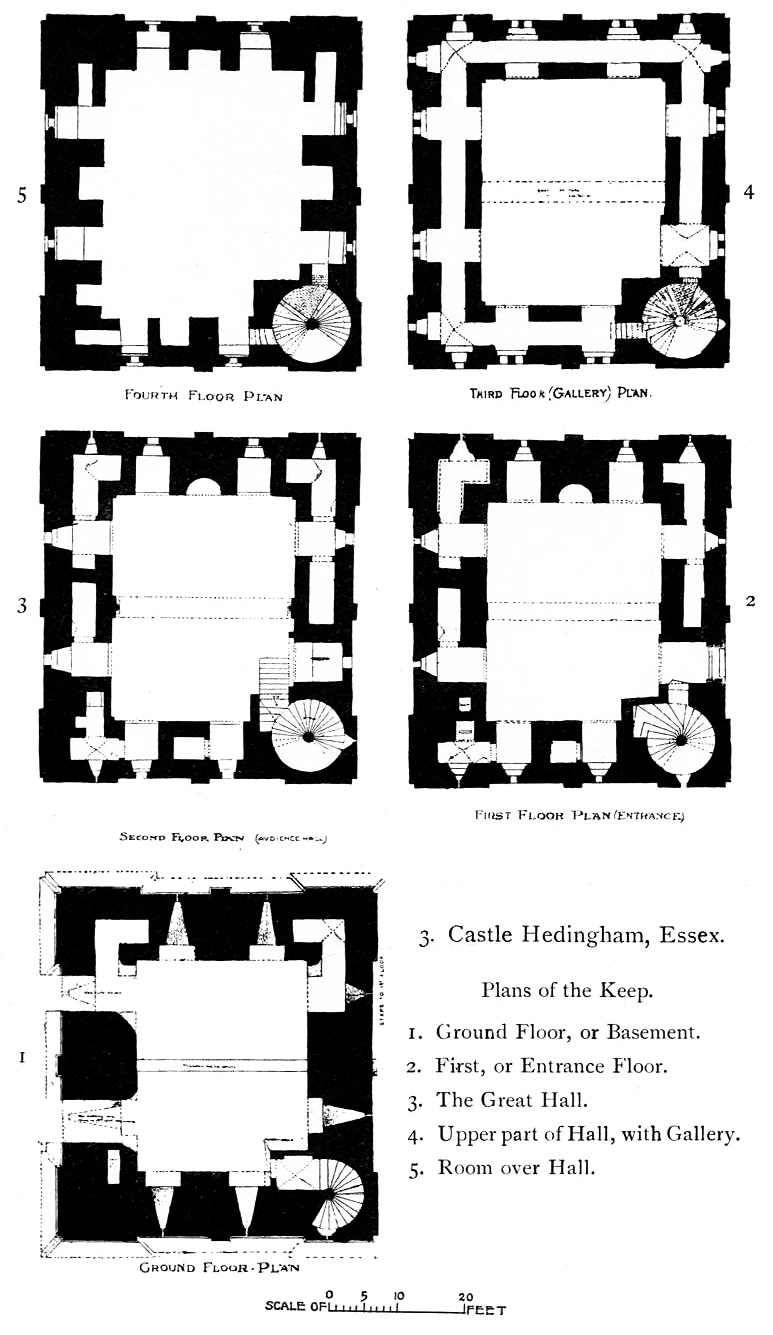
Plan des quatre étages du donjon, d'après The Growth of the English House de John Alfred Gotch (1909).

Il manque actuellement deux des poivrières et il est probable qu'elles ont été démolies pour récupérer de la pierre de taille, plutôt qu'à la suite d'un combat. Le donjon est le seul édifice médiéval du château à avoir survécu ; Le corps de logis, le pont-levis, et les corps de garde ont été remplacés par d'autres constructions à  l’ère Tudor, qui toutes, à l'exception d'un pont en brique, ont été perdues.
Il y avait au sud du donjon, à l'intérieur de l'enceinte médiévale, une chapelle.
Un pont en brique à quatre travées relie l'enceinte à la basse-cour au nord-est. Sa construction remonte à la fin du XVe siècle ou au début du XVIe siècle, et il a été réparé à plusieurs reprises. Le corps de logis en briques rouges de style reine Anne de la basse-cour a été ordonné par Sir William Ashhurst (député et ancien lord-maire de Londres) : sa construction se situe donc entre 1693 (date de l'achat de ce domaine) et la mort de ce parlementaire, en 1719,,.

## Histoire
Il se pourrait que le château de Hedingham ait repris le site d'une motte castrale du XIe siècle ou du XIIe siècle, fief du baron normand Albéric (ou Aubrey) (I) de Vere. Hedingham était en effet l'une des principales places fortes octroyées à Albéric. le Domesday Book signale qu'il en était le maître en 1086, et qu'il y ordonna la plantation de vignes. Il devint le siège de la baronnie des de Vere, dite baronnie d'Hedingham (plus tard Hedingham Castle). Le donjon de pierre d'Hedingham a probablement été construit par Aubrey (II) ou Aubrey (III). En 1133, Aubrey II de Vere, fils et héritier du compagnon d'arme de Guillaume de Normandie, fut créé Grand Chambellan d’Angleterre par le roi Henri Ier. En 1141, son fils Aubrey (III), déjà comte de Guînes par sa femme Béatrix de Bourbourg, est élevé au rang de comte d'Oxford par Mathilde l'Emperesse mais, comme son beau-frère Geoffrey de Mandeville, il sera contraint en 1143 de remettre ses châteaux au roi Étienne. On les lui restituera au milieu des années 1140.
Mathilde, épouse du roi Étienne, meurt au château de Hedingham le 3 mai 1152. Le château est assiégé par deux fois, en 1216 et en 1217, au plus fort de la lutte du roi Jean sans Terre contre les barons rebelles et le roi de France (dans les deux cas, ces sièges, de courte durée, sont des succès).
Le château fut détenu par la famille de Vere jusqu'en 1625. Parmi les seigneurs les plus célèbres de cette lignée, on trouve Robert de Vere; Robert de Vere; John de Vere; et Édouard de Vere, que quelques critiques soupçonnent d’être le véritable auteur des pièces de Shakespeare (cf. à ce sujet l'article « Paternité des œuvres de Shakespeare »).

### Histoire contemporaine
La lignée des de Vere s'éteignit avec la mort du 20e comte d'Oxford, en 1703. En 1713 le château fut racheté par un député, William Ashhurst (1647-1720), qui en fit legs à sa petite-fille, épouse du député conservateur Lewis Majendie (1756-1833). La famille Majendie conserva la propriété du château de Hedingham pendant 250 ans, jusqu'à ce que Mlle Musette Majendie le lègue à son cousin, Thomas Lindsay, descendant des de Vere par ses deux parents. Le fils de ce dernier, Jason Lindsay, habite avec sa femme Demetra et ses enfants, au château de Hedingham.

### Actuellement
Quoique le château de Hedingham demeure une résidence privée, le donjon normand et le parc sont ouverts au public des vacances de Pâques à la Toussaint, et les groupes scolaires peuvent venir toute l'année. Le château accueille toutes sortes de manifestations : joûtes, archerie, fauconnerie, reconstitution de batailles, foires, défilés d'automobiles de collection, concerts de musique et pièces de théâtre. Le château de Hedingham peut également recevoir des cérémonies de mariage, des séminaires d'entreprise ou des fêtes privées (100 convives). Le donjon anglo-normand accueille des mariages civils, PACS, renouvellement des vœux de mariage et baptêmes. Le manoir de style reine Anne et le chapiteau sont réservés aux mariages et aux réceptions.
Le château de Hedingham a servi de décor pour le 2e épisode de The Landscape Man, diffusé sur Channel 4 en 2010 : les terrains du château, rendus à l'état naturel au cours du XXe siècle, sont réaménagés en jardins. Le château de Hedingham a également servi de décor pour le film The Reckoning avec Willem Dafoe et Paul Bettany, ainsi que pour la série télévisée de la BBC Ivanhoë (1997). Les documentaires Made in Britain avec Fred Dibnah, The Shakespeare Theory avec Derek Jacobi et A History of Britain (avec la participation de l'historien Simon Schama) comportent également des scènes de tournage à Hedingham.
Une photo d’Alexander McQueen avec Isabella Blow, parue dans Vanity Fair, a été prise au château par David LaChapelle ; cette photo est exposée à la National Portrait Gallery (Royaume-Uni).